# 似半紋直線脂鯉
似半紋直線脂鯉，為輻鰭魚綱脂鯉目脂鯉亞目脂鯉科的其中一個種，為熱帶淡水魚，分布於南美洲蘇利南及法屬圭亞那淡水流域，棲息在水質清澈、水流湍急的溪流，成群活動，生活習性不明，可做為觀賞魚。

## 扩展阅读
- 維基物種上的相關：似半紋直線脂鯉